# BV 40
BV 40
BV 40の模型。
- 用途：戦闘滑空機
- 設計者：ブローム・ウント・フォス
- 製造者：
- 運用者： ドイツ国
- 初飛行：1944年5月6日
- 生産数：7機

ブローム・ウント・フォス BV 40（独：Blohm & Voss BV 40）は、ナチス・ドイツの戦闘滑空機。
ドイツが空襲を受けていた当時、この機は連合国軍の爆撃機編隊を攻撃するために設計された。

## 経緯
この小型かつ簡素な外見をした航空機の重要な装備は、非常に狭く、相当に重防御なコックピットだった。また翼根部にわずかな数の弾薬と30mmMK 108 機関砲2門を装備していた。降着装置が離陸後に投棄されることになっており、この飛行機はその後スキッドを用いて着陸した。戦時の優先事項に起因し、胴体部分は戦略物資を使わずにすませるため、全て木製構造とされた。この飛行機はまた、非熟練労働者でも短時間に製作できるよう設計されていた。
この航空機はメッサーシュミット Bf109に牽引されることとなっており、連合軍爆撃機のコンバットボックスの上方で切り離された。いったん切り離された後、この機は敵の爆撃機編隊へと鋭い角度で滑空をおこなった。短い攻撃時間中にBV 40は自らの兵装を発射し、地上へと滑空して帰還した。滑空機の後方にケーブルをつけて爆弾を携行するというアイデアがいくらか考察された。エンジンを搭載せず、機の前方部分に操縦士を伏せの姿勢で配置したことで機の横断面積がより減らされており、爆撃機の銃手がBV 40に命中を加えることは難しくなった。
初飛行は1944年5月に行われた。幾つかの試作機が完成したものの、戦争の終結が近づいたため、計画は年内に中止させられた。
この作戦特有の他人頼りな航空機が操縦士に与える潜在的な危険性から、BV 40はしばしば特攻兵器とされているが、しかしそのような意図は存在していない。

## 性能諸元
数値は脚注に拠る。
- 搭乗員：1名
- 全長：5.70 m
- 翼幅：7.90 m
- 全高：1.63 m
- 翼面積：8.70 m2
- 空虚重量：838 kg
- 全備重量：952 kg

性能
- 最高速度：900 km/h（攻撃滑降中）

兵装
- 前方固定兵装：30mm ラインメタル・ボルズィヒMK 108機関砲、2門（1門の携行弾薬35発）

### 書籍
- Green, William. War Planes of the Second World War, Volume One: Fighters. London: Macdonald & Co.(Publishers) Ltd., 10th impression 1972, p. 78-79. ISBN 0-356-01445-2.
- Green, William. War Planes of the Third Reich. New York: Doubleday, 1972. ISBN 0-385-05782-2..
- Green, William and Swanborough, Gordon. The Complete Book of Fighters. New York:Smithmark, 1994. ISBN 0-8317-3939-8.
- Smith, J. Richard and Kay, Anthony. German Aircraft of the Second World War. London: Putnam 7 Company Ltd., 3rd impression 1978, p. 84-88. ISBN 0-370-00024-2.
- Wood, Tony and Gunston, Bill. Hitler's Luftwaffe, a pictorial history and technical encyclopedia of Hitler's air power in World War II. London: Salamander Books, 1977, p. 138. ISBN 0-86101-005-1.